# Drobeta perplexa
Drobeta perplexa är en fjärilsart som beskrevs av William Schaus 1904. Drobeta perplexa ingår i släktet Drobeta och familjen nattflyn. Inga underarter finns listade i Catalogue of Life.